# Sri Jayawardenapura Kotte
Sri Jayawardenapura Kotte (en cingalés, ශ්‍රී ජයවර්ධනපුර කෝට්ටේ; en tamil, ஶ்ரீ ஜெயவர்த்தனபுர கோட்டை), más conocida simplemente como Kotte, es la capital de Sri Lanka. Está situada en la costa occidental de la isla y acoge buena parte de las instituciones nacionales. Forma un continuo urbano al oeste con Colombo, la ciudad más poblada del país.

## Toponimia
El nombre histórico Kotte significa «fortaleza» en tamil y hace referencia a los orígenes de la ciudad, mientras que el epónimo Jayawardenapura es una palabra cingalesa que significa «ciudad de la victoria trascendente». Cuando el gobierno esrilanqués la convierte en capital del país en 1978, le añade el prefijo sánscrito «Sri» y pasa a llamarse oficialmente Sri-Jaya-Vardhana-Pura-Kotte, es decir, «santa ciudad fortaleza de la victoria trascendente». No obstante, la forma abreviada Kotte es el nombre más común entre la población local.

## Historia
La ciudad es fundada en el siglo XIII como una fortaleza en torno al lago Diyawanna, con la que el reino cingalés de Kotte pretendía protegerse frente a las incursiones del reino de Jaffna. En aquella época la isla de Ceilán se dividía en reinos locales y el de Kotte estaba controlado por el clan Alagakkonara, a quien se atribuye el nombre de la zona. El reino quedaba rodeado por una fortaleza de agua (jala durgha) con pantanos y un foso, mientras que la ciudad estaba protegida por murallas de laterita y arcilla.
Los colonos portugueses llegaron a la isla en el siglo XVI y alcanzaron un acuerdo comercial con el rey de Kotte, Parakramabahu VIII, que les autorizaba a establecerse en las zonas costeras. Los ataques del vecino reino cingalés de Sitawaka llevaron a los colonos portugueses a trasladar su capital a la costera Colombo, que con el paso del tiempo se convierte en la ciudad más poblada de la isla. No obstante, en el siglo XIX vuelven a construirse viviendas e infraestructuras en Kotte bajo dominio británico. El predominio de Colombo se mantuvo incluso después de 1948, año en el que Sri Lanka se convierte en un estado independiente.
En 1978, el gobierno esrilanqués aprobó un decreto que convirtió a Sri Jayawardenapura Kotte en la capital administrativa, diseñada para albergar el poder ejecutivo y judicial. El hito más importante ha sido la inauguración en 1982 del Parlamento de Sri Lanka, construido en una isla artificial sobre el lago Diyawanna. Hoy en día Kotte es una ciudad que acoge la mayor parte de instituciones nacionales, si bien las embajadas y muchos ministerios han permanecido en Colombo.

## Demografía
En la capital, que tiene una superficie de 17 km², viven un total de 115.826 habitantes con una densidad de 3,305 hab./km². Kotte forma a su vez un continuo urbano al oeste con Colombo, la ciudad más habitada de Sri Lanka y capital comercial. En total el área metropolitana de Colombo registra más de dos millones de habitantes. Cerca del 85% de la población local es cingalesa, y hay grupos minoritarios de tamiles (7%) y moros esrilanqueses (5%).